# The Magic of Christmas (Rondò Veneziano)
The Magic of Christmas è una raccolta dei Rondò Veneziano.

## Tracce
1. Ave Maria: Ave Maria (Franz Schubert), Ave Maria (Charles Gounod) - 4:54
2. Christmas suite: Kommt ihr Hirten, O du fröhliche, The Little Drummer Boy, Fröhliche Weihnacht überall - 5:59
3. Deserti lontani (Gian Piero Reverberi e Ivano Pavesi) - 3:52
4. Donna Lucrezia (Gian Piero Reverberi e Laura Giordano) - 2:59
5. Incontro (Gian Piero Reverberi e Ivano Pavesi) - 2:25
6. Rondò Veneziano Laudamus Jesus (Gian Piero Reverberi) - 3:07
7. Litorali (Gian Piero Reverberi e Ivano Pavesi) - 5:11
8. Miniature (Gian Piero Reverberi e Ivano Pavesi) - 3:04
9. Sinfonia di Natale (Gian Piero Reverberi) - 4:48
10. Nonna Favola (Gian Piero Reverberi e Ivano Pavesi) - 2:54
11. Petit Papa Noël (Henri Martinet e Max Eschig) - 2:05
12. Stille Nacht (Franz Xaver Gruber) - 3:24
13. Suite di Natale: In dulci jubilo, Süsser die Glocken nie klingen, Leise rieselt der Schnee (Eduard Ebel), Macht hoch die Tür - 3:48
14. Weihnacht suite: Alle Jahre wieder (Friedrich Silcher), Gloria in excelsis Deo, Tochter Zion (Georg Friedrich Händel), Adeste fideles -  4:49
15. White Christmas (Irving Berlin - Chappell) - 3:18